# Philippe Graton
 (février 2025).
Pour les articles homonymes, voir Graton.
Philippe Graton est un auteur et photographe français né le 12 mai 1961 à Uccle (Belgique).

## Biographie
Il est l'auteur de divers articles, d’une biographie de Jean-Claude Van Damme, de scénarios pour la série de bande dessinée Michel Vaillant (dont il a confié l'adaptation cinéma à Luc Besson) et pour la télévision (avec Stéphane De Groodt, pour Canal+).
Photographe autodidacte, il effectue des reportages pour Sygma (Corbis) au Vietnam, Cambodge, Bosnie, etc. Son blog, The Wednesday Shot, associe photographie et écriture.
Parallèlement, de 1994 à 2019, il écrit les scénarios de la bande dessinée Michel Vaillant (créée par son père Jean Graton) dont il lance en 2012 une « nouvelle saison ». Les albums qu'il a scénarisés ou co-scénarisés atteignent le million d'exemplaires vendus. 
En mars 2009, il fonde à Bruxelles la Fondation Jean Graton qui a « pour but désintéressé la conservation de l'œuvre artistique de Jean Graton et le développement de sa notoriété ». Fin 2015, il publie aux éditions Hors-Collection une biographie illustrée de 320 pages sur son père Jean Graton.
De 2014 à 2019, Philippe Graton photographie la ZAD de Notre-Dame-des-Landes et la vie quotidienne de cette société alternative au moyen-format argentique. « Cet engagement dans la durée nous donne une œuvre photographique exceptionnelle, une restitution unique et historique de cette expérience marginale dont l’intérêt n’a jamais été aussi actuel ». Ces photographies et notes de terrain sont regroupées dans un livre, Carnets de la ZAD, publié en septembre 2019 aux éditions Filigranes. 
Ses photographies de la ZAD de Notre-Dame-des-Landes sont exposées au centre d'art Apollonia à Strasbourg et au musée de la Photographie à Charleroi et, en janvier 2020, au National Art Center Tokyo où il obtient le Prix du Président du Salon Blanc International Exhibition of Contemporary Art.[réf. souhaitée]
En 2021, à l'occasion du 25e anniversaire de la suppression du service national en France, il publie aux éditions Filigranes Livret militaire, recueil de photographies prises lors de son service militaire dans l'Infanterie en France, en 1981.

## Œuvres

### Livres
Auteur :
- Philippe Graton, Jean-Claude Van Damme, anatomie d'une détermination, Genève, ARC, 1993, 128 p. (ISBN 978-2-9700031-0-6)
- Philippe Graton, Carnets de la ZAD, Paris, Filigranes éditions, 2019, 144 p. (ISBN 978-2-35046-482-4)
- Philippe Graton, Livret militaire, Paris, Filigranes éditions, 24 juin 2021, 56 p. (ISBN 978-2-35046-530-2)

Co-auteur :
- Xavier Chimits et Philippe Graton, Jean Graton et Michel Vaillant, l'aventure automobile, Paris, Éditions Hors-Collection, 2015, 320 p. (ISBN 978-2-258-11846-1)

Participation :
- Brendan O'Shea (photogr. Philippe Graton), Crisis at Bihac, Bosnia's Bloody Battlefield, Sutton Publishing, 1998, 245 p. (ISBN 978-0-7509-1927-2)
- collectif, Astérix et ses amis : hommage à Albert Uderzo, Paris, Albert René, 2008, 64 p. (ISBN 978-2-86497-210-5)
- Collectif Mauvaise Troupe (photogr. Philippe Graton), Contrées : histoires croisées de la zad de Notre-Dame-des-Landes et de la lutte No TAV dans le Val Susa, Paris, L'Éclat Éditions, 2016, 411 p. (ISBN 978-2-84162-390-7)

### Expositions de photographies
- Zone à défendre, projection en ouverture des Rencontres de la photographie d’Arles, Nuit de l’année, juillet 2018[3]
- Cabanes de combat, Apollonia, Strasbourg, France - du 25/9/2019 au 25/10/2019
- ZAD, musée de la Photographie à Charleroi, Belgique, du 28/9/2019 au 20/1/2020
- International Exhibition of Contemporary Art, National Art Center Tokyo, Japon (Prix du Président), du 22 janvier à 3 février 2020
- Hors Course, Bruxelles, Belgique, du 8 décembre 2022 au 31 janvier 2023
- Shōkakkō, The Merode, Bruxelles, Belgique, de septembre 2023 à mars 2024
- Cabanes, le Delta, Namur, Belgique, du 5 avril au 20 juillet 2025[4]

### Scénarios de bandes dessinées
- Michel Vaillant, scénarios de Philippe Graton, dessins de Jean Graton et son studio, Graton Éditeur
  - Tome 57 : La Piste de jade, 1994.
  - Tome 58 : Paddock, 1995.
  - Tome 59 : La Prisonnière, 1997.
  - Tome 61 : La Fièvre de Bercy, 1998.
  - Tome 62 : Le $pon$or, 1999.
  - Tome 63 : Cairo !, 2000.
  - Tome 64 : Opération Mirage, 2001.
  - Tome 65 : L’Épreuve, 2003.
  - Tome 66 : 100.000.000 $ pour Steve Warson, 2004.
  - Tome 67 : Pour David, 2005.
  - Tome 68 : China Moon, 2005.
  - Tome 69 : Hors-piste en enfer, 2006.
  - Tome 70 : 24 heures sous influence, avec Patrick Vanetti, 2007.
- Michel Vaillant, nouvelle saison : scénarios de Philippe Graton et Denis Lapière, dessins de Marc Bourgne et Benéteau, Éditions Dupuis.
  - Tome 1 : Au nom du fils, 2012.
  - Tome 2 : Voltage, 2013.
  - Tome 3 : Liaison dangereuse, 2014.
  - Tome 4 : Collapsus, 2015.
  - Tome 5 : Renaissance, 2016.
  - Tome 6 : Rébellion, 2017.
  - Tome 7 : Macao, 2018.
  - Tome 8 : 13 jours, 2020.